# (9663) Zwin
(9663) Zwin est un astéroïde de la ceinture principale.

## Description
(9663) Zwin est un astéroïde de la ceinture principale. Il fut découvert le 15 avril 1996 à La Silla par Eric Walter Elst. Il présente une orbite caractérisée par un demi-grand axe de 2,64 UA, une excentricité de 0,09 et une inclinaison de 0,9° par rapport à l'écliptique.

## Compléments